# Argument (matematik)
Argumentet för ett komplext tal z definieras som vinkeln i positivt led i det komplexa talplanet mellan positiva realaxeln och sträckan mellan origo och z. Argumentet är definierat för alla komplexa tal utom 0. Skriver man z på polär form, z = reiθ, där r ≥ 0 och θ är reella tal, är θ argumentet. Argumentet av ett tal är alltid reellt.
Med argument kan också avses "ingångsvärdet/ingångsvärdena" för en funktion. För funktionen f(x) är x funktionens argument.

## Argumentet som funktion av z
För ett komplext tal z kan argumentet skrivas som arg z, där arg är en flervärd funktion. Eftersom z kan rotera ett varv runt origo (vilket motsvarar en vinkeländring på 2π) utan att ändra värde, har arg(z) oändligt många värden, vilka ligger på avståndet 2π från varandra. Argumentet av z kan man även fås som imaginärdelen av den komplexa logaritmen för z.

### Principialargumentet

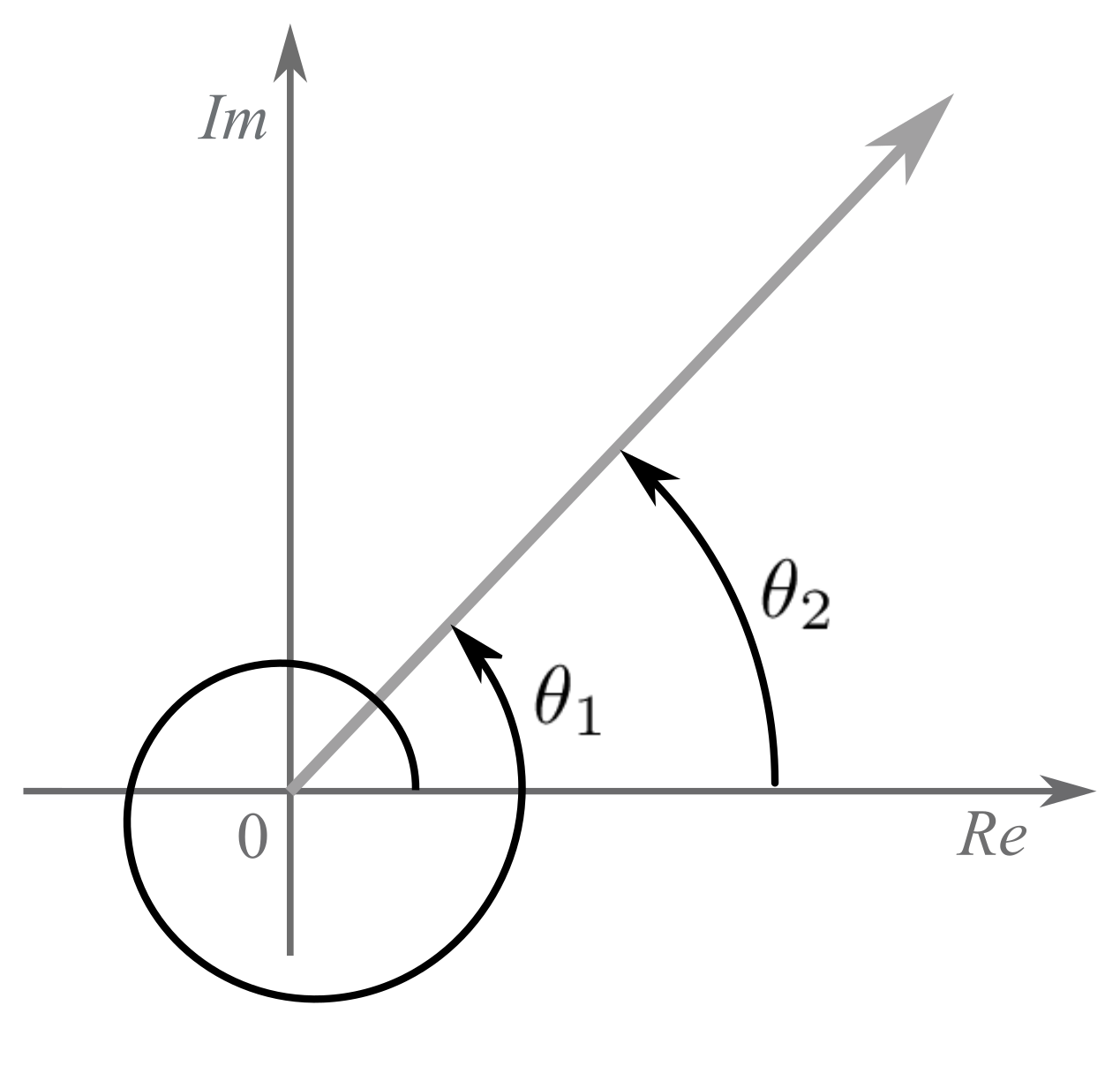
. Två sätt att ange samma vinkel

Eftersom arg är flervärd, är det ibland önskvärt att definiera en gren för arg så att ett komplext tal entydigt kan associeras med en vinkel, vilket gör det möjligt att entydigt beräkna vinkelförändringar för en komplex variabel så länge de inte rör sig över grenens snitt. Ibland är det också önskvärt att få ett entydigt värde för vinkeln (till exempel i miniräknare) i stället för ett uttryck som ger oändligt många vinklar. Ett exempel på en sådan gren är principialargumentet Arg z, där Arg är en envärd funktion vars värdemängd är intervallet (-π, π]. Denna gren används ofta för att definiera en gren av en funktion som är uttryckt med hjälp av arg.

### Andra grenar
Ibland kan det även vara önskvärt att använda andra grenar av arg än principialargumentet. Till exempel används ofta den gren där vinklarna ligger i intervallet [0, 2π).
När man löser kurvintegraler där den primitiva funktionen uttrycks med hjälp av arg, kommer ibland kurvan att gå över snittet för principialargumentet, vilket orsakar problem om man använder den grenen. I den kurva som man integrerar efter måste den primitiva funktionen vara kontinuerlig, vilken inte en gren är i sitt snitt om den har något sådant. En lösning till detta kan ibland vara att använda sig av en annan gren, vars snitt inte korsar kurvan. Man kan även dela upp integralen i olika delar, vilka man löser med hjälp av olika grenar.